# 阿勒苏莱科特
阿勒苏莱科特（法語：Halles-sous-les-Côtes，法語發音：[al su le kot]）是法国默兹省的一个市镇，位于该省西北部，属于凡尔登区。

## 地理
阿勒苏莱科特（49°26'58"N, 5°7'14"E）面积5.51 平方千米，位于法国大東部大區默兹省，该省份为法国西北部内陆省份，北与比利时接壤，西接马恩省和阿登省，南至上马恩省和孚日省，东临默尔特-摩泽尔省。
与阿勒苏莱科特接壤的市镇（或旧市镇、城区）包括：维塞普、博克莱尔、蒙蒂尼德旺萨塞。

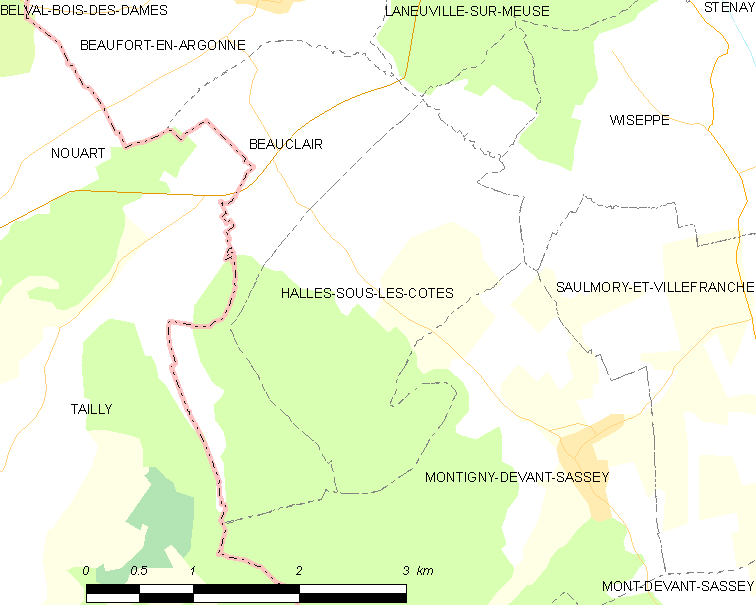
阿勒苏莱科特的OSM定位图

阿勒苏莱科特的时区为UTC+01:00、UTC+02:00（夏令时）。

## 行政
阿勒苏莱科特的邮政编码为55700，INSEE市镇编码为55225。

## 政治
阿勒苏莱科特所属的省级选区为斯特奈县。

## 人口

1962-2008年间阿勒苏莱科特人口变化图示

阿勒苏莱科特于2022年1月1日时的人口数量为138人。